# Agència de la Unió Europea per al Programa Espacial
L'Agència de la Unió Europea per al Programa Espacial (EUSPA) és una agència de la Unió Europea (UE) que vetlla pels interessos públics dels seus sistemes de navegació per satèl·lit, que són el GALILEO i l'EGNOS.
Antigament se la coneixia per l'acrònim GSA, que va conservar de la seva denominació anglesa original "European GNSS Supervisory Authority" fent servir les inicials de les paraules parelles del nom abans de ser refundada: "European Global Navigation Satellite Systems Agency".

## Història
L'"Autoritat Supervisora del Sistema Europeu de Navegació per Satel·lit" (GSA) fou creada pel Consell de la Unió Europea i el Parlament Europeu el 12 de juliol del 2004 a la vista de la naturalesa estratègica dels programes europeus de posicionament i navegació per satèl·lit. Entrà en funcionament l'any següent, tenint la seva seu provisional a la ciutat belga de Brussel·les.
L'any 2006 se'n va modificar l'estatus. Entre altres aspectes, es va formalitzar que fos la successora de l'organisme creat el 2002 per gestionar la fase de desenvolupament del Programa GALILEO, el "GALILEO Joint Undertaking" (GJU). La GSA va assumir oficialment tot allò que corresponia al GJU a partir de l'1 de gener del 2007.
El 9 de novembre del 2010 va entrar en vigor la reestructuració que convertia l'organisme de la Comunitat Europea (l'"Authority") en l'actual agència de la Unió Europea i l'abril del 2014 se'n va modificar l'estructura i les funcions amb particular interès en els aspectes de seguretat.
Pel que fa a la seu de la GSA, el 10 de desembre del 2010 es va acordar situar-la a Praga, inaugurant-se el 6 de setembre del 2012.
El juny de 2018, la Comissió Europea va proposar transformar l’Agència del GNSS Europeu en l’Agència de la Unió Europea per al Programa Espacial (EUSPA), agregant i consolidant el paper de l’agència per Galileo, EGNOS, la constel·lació d’Observació de la Terra de Copèrnic i una nova iniciativa de comunicació governamental per satèl·lit (GOVSATCOM). El desembre de 2020, la Comissió Europea va acollir amb satisfacció l'acord polític entre el Parlament Europeu i el Consell sobre el Programa Espacial de la UE. El 28 d'abril de 2021, el Parlament Europeu va aprovar l'actualització del reglament del Programa Espacial de la UE que obria el camí a la creació de l'Agència de la Unió Europea per al Programa Espacial. El reglament crea l'Agència Espacial de la Unió Europea per al Programa Espacial, defineix les seves competències i funcionament, així com un pressupost de 14.872 milions d'euros dins del marc financer plurianual 2021-2027, l'import més alt que ha compromès mai Brussel·les per als programes espacials. Va entrar en vigor el 12 de maig de 2021.

## Funcions i estructura
L'objectiu de l'EUSPA, el seu mission statement, és donar suport als objectius de la Unió Europea i aconseguir el màxim retorn de les inversions europees en GNSS en termes de beneficis per als usuaris, creixement econòmic i competitivitat.
El seu treball és garantir que els interessos públics estiguin adequadament defensats i representats, en relació amb els programes europeus de navegació per satèl·lit com són el Sistema Galileo i l'EGNOS, sistemes que pretenen ser una alternativa al sistema GPS establert pels Estats Units d'Amèrica.
L'agència és responsable de la gestió i supervisió de la utilització dels fons del programa, ajudant a la Comissió Europea en totes les qüestions relatives a la radionavegació per satèl·lit.
Entre els seus departaments es poden destacar:
- Exploitation of the Programmes (Operations and Service Provision) que gestiona l'explotació operativa dels programes GALILEO i EGNOS.
- Galileo Security Monitoring Centre (GSMC), a càrrec del aspectes de seguretat, amb dos centres a Saint-Germain-en-Laye, França, i a Swanwick, Regne Unit.[15]
- Project Control & Quality Management Department (PCQ) per a la gestió dels projectes així com, a nivell corporatiu, la planificació, programació i gestió documental.

El director executiu des de febrer de 2011 és Carlo des Dorides.